# Rates
A Freguesia de Rates é uma freguesia portuguesa do Município da Póvoa de Varzim com 13,90 km² de área e 2472 habitantes (censo de 2021)tendo, por isso, uma densidade populacional de 177,8 hab./km².
Tem a sua sede na vila de São Pedro de Rates que tem este estatuto de vila restaurado desde 2 de Julho de 1993.
Era um ponto de passagem de uma via romana, e aí começa um dos trilhos dos caminho de Santiago em Portugal. No livro As Mais Belas Vilas e Aldeias de Portugal, é descrita como uma das mais formosas povoações portuguesas. 
É nesta vila que está sediado o Albergue de Peregrinos de São Pedro de Rates, o primeiro espaço em Portugal, na época moderna, dedicado ao acolhimento de peregrinos a Caminho de Santiago, oficialmente inaugurado em 25 de Julho de 2004, que se mantém aberto graças á Ventos Peregrinos - Associação de Hospitaleiros (associação sem fins lucrativos, constituída a 5 de Abril de 2012), que assegura o seu funcionamento e manutenção, mantendo viva a memória e o espirito dos Caminhos de Santiago. 

## História

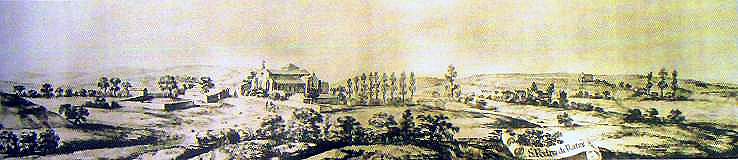
São Pedro de Rates em 1669 por Pier Maria Baldi, desenhado quando acompanhava o Príncipe Cosme de Médicis (futuro Cosme III, Grão-Duque da Toscana) na sua peregrinação a Santiago de Compostela.

Rates é uma vila histórica com cerca de 2500 habitantes. O topónimo e a localidade de Rates (do termo Ratis) parece ser anterior à romanização.
Rates desenvolveu-se graças ao mosteiro fundado pelo Conde D. Henrique em 1100. É uma paróquia antiga referida no século XI com o título "De Sancto Petro de Ratis". Este nome já advém da tradição bracarense que aclamava São Pedro de Rates como o primeiro bispo da cidade, pessoalmente elevado por São Tiago Maior.
No início do século XVI, o mosteiro desorganizou-se o que levou a que em 1517 tenha sido extinto e transformado em Comenda da Ordem de Cristo. O primeiro titular da Comenda foi Tomé de Sousa, natural desta terra e primeiro governador-geral do Brasil, a ele se segue uma longa lista de comendadores e comendadeiras. Não se conhece foral velho, mas era já concelho no século XIII. Em 1517, o rei D. Manuel I renova o foral ao Couto da Vila e ao Mosteiro.
Com as reformas liberais, o concelho é extinto em 1836 e passa a integrar o concelho da Póvoa de Varzim. Era constituído apenas pela freguesia da sede e tinha, em 1801, 709 habitantes. Em lembrança desse passado municipal, ainda hoje subsiste a Casa dos Paços do Concelho (1755) e o Pelourinho (século XVI).
Em 1993, é restaurado o estatuto de vila, sob o nome de São Pedro de Rates, essencialmente por motivos históricos, de teor honorário e sem relevo administrativo.

## Geografia
Rates situa-se a 11 km do centro da Póvoa de Varzim, faz fronteira com Laúndos e Aver-o-Mar, Amorim e Terroso a oeste e com Balazar, a sudeste. A  norte/nordeste faz fronteira com o concelho de Barcelos e a sul/sudoeste com o de Vila do Conde.
Rates é a freguesia mais despovoada da Póvoa de Varzim, contudo tem merecido atenção por parte da Câmara Municipal devido ao património histórico e paisagístico bastante significativo para o concelho e para o desenvolvimento do turismo rural.
Todo a vila está centrada à volta do mosteiro de Rates. Todo o centro histórico está bem conservado, e este prolonga-se pela Rua Direita, onde residiam os fidalgos e os burgueses locais.

## Demografia
A população registada nos censos foi:
| Distribuição da População por Grupos Etários | Distribuição da População por Grupos Etários | Distribuição da População por Grupos Etários | Distribuição da População por Grupos Etários | Distribuição da População por Grupos Etários |
| -------------------------------------------- | -------------------------------------------- | -------------------------------------------- | -------------------------------------------- | -------------------------------------------- |
| Ano                                          | 0-14 Anos                                    | 15-24 Anos                                   | 25-64 Anos                                   | > 65 Anos                                    |
| 2001                                         | 517                                          | 452                                          | 1254                                         | 316                                          |
| 2011                                         | 449                                          | 316                                          | 1400                                         | 340                                          |
| 2021                                         | 366                                          | 300                                          | 1311                                         | 495                                          |

## Paróquia
Já existia no século XI.

## Festas e romarias
- Senhor dos Passos (Domingo de Ramos)
- São Pedro de Rates (26 de Abril)
- Corpo de Deus
- Santo António (13 de Junho)

## Património
- Igreja de São Pedro de Rates (monumento nacional)
- Pelourinho de Rates (imóvel de interesse público)
- Capela do Senhor da Praça - arquitectura barroca
- Ecomuseu de Rates - trilho histórico

## Naturais importantes
- Ver Categoria:Naturais de Rates